# Волуча
Волуча (пол. Wołucza) — село в Польщі, у гміні Рава-Мазовецька Равського повіту Лодзинського воєводства.
Населення — 273 особи (2011).
У 1975-1998 роках село належало до Скерневицького воєводства.

## Демографія
Демографічна структура станом на 31 березня 2011 року:
|          | Загалом | Допрацездатний вік | Працездатний вік | Постпрацездатний вік |
| -------- | ------- | ------------------ | ---------------- | -------------------- |
| Чоловіки | 137     | 24                 | 91               | 22                   |
| Жінки    | 136     | 18                 | 80               | 38                   |
| Разом    | 273     | 42                 | 171              | 60                   |